# Fre del prepuci
El fre del prepuci o vincle del prepuci és un plec cutani que lliga la part inferior del gland amb la superfície interior del prepuci, i ajuda a contreure el prepuci sobre el gland.

## Anatomia
Generalment, quan el penis es troba flàccid el fre es troba ocult rere el prepuci. Quan es retreu el prepuci, el fre s'observa com una porció de pell triangular que es perllonga des de la part inferior del meat urinari, a la cara ventral del gland del penis, i s'uneix a la mucosa del prepuci intern. A causa de la forma triangular i la proximitat amb el fre prepucial, la mucosa sota aquest rep el nom de delta frenular. El delta i el fre són altament innervats (contenen un alt nombre de receptors nerviosos) pel que són considerats una zona erògena específica. El fre conté també una petita artèria.
Durant la circumcisió, depenent del mètode utilitzat, el fre sol ser extirpat.

## Funcions
El fre manté el prepuci en el seu lloc sobre el gland i ajuda a retornar el prepuci retret a la seva posició sobre el gland quan el penis es troba flàccid. A més d'aquesta funció, el fre prepucial contribueix a intensificar les sensacions durant l'activitat sexual, ja que és una part especialment sensible del penis. L'estimulació continuada d'aquesta zona contribueix al reflex ejaculatori tal com s'ha pogut provar en individus amb lesió de la medul·la espinal, que pateixen anejaculació o incapacitat per ejacular. Aquest fet ha permès l'obtenció d'esperma d'aquestes persones amb finalitats reproductives mitjançant l'estimulació vibratòria del penis.

## Condicions
El fre curt és el trastorn caracteritzat per un fre massa curt que restringeix el moviment del prepuci, fet que pot portar a molèsties durant el coit. És probable que un fre amb aquesta condició s'esquinci causant dolor i sagnat. Generalment, això no suposa una emergència mèdica i sol curar-se quan l'hemorràgia ha finalitzat.